# Sieur de Monts National Monument
Sieur de Monts National Monument to nieistniejący obecnie pomnik narodowy w Stanach Zjednoczonych. Pomnik został ustanowiony 8 lipca 1916 roku przez prezydenta Stanów Zjednoczonych Woodrow Wilson. Trzy lata później, 26 lutego 1919 roku wszedł w skład nowo powstałego parku narodowego Lafayette. Od 19 stycznia 1929 roku oficjalna nazwa parku to Park Narodowy Acadia.